# Renesančno kiparstvo
Renesančno kiparstvo razumemo kot proces obnavljanja kiparstva klasične antike. Kiparji so v umetniških ostankih in v odkritjih najdišč tistega minulega časa našli popoln navdih za svoja dela. Navdihovala jih je tudi narava. V tem kontekstu moramo upoštevati izjemo flamskih umetnikov v severni Evropi, ki so poleg tega, da so premagali figurativni slog gotike, spodbujali renesanso, tujo italijanski, zlasti na področju slikarstva. Ponovno rojstvo antike z opustitvijo srednjega veka, ki je bil za Giorgia Vasarija »svet Gotov« in s priznavanjem klasike z vsemi njenimi različicami in niansami je bil pojav, ki se je razvil skoraj izključno v Italiji. Renesančna umetnost je uspela interpretirati Naravo in jo s svobodo in znanjem prevesti v množico mojstrovin. 

## Značilnosti
Renesančno kiparstvo je za osnovo in model vzelo dela klasične antike in njeno mitologijo z novo vizijo humanistične misli in funkcije kiparstva v umetnosti. Tako kot v grškem kiparstvu je bila naturalistična upodobitev golega človeškega telesa iskana z visoko dovršeno tehniko, zahvaljujoč natančnemu preučevanju človeške anatomije. V Italiji so profane in verske teme enakovredno sobivale; tega ni bilo v drugih državah, kot sta Španija in Nemčija, kjer so prevladovale verske teme.
Človeško telo je predstavljalo absolutno lepoto, katere matematično ujemanje med deli je bilo dobro definirano, kontrapost pa se je nenehno uporabljal od Donatella do Michelangela. V tem času je bilo kiparstvo praktično osvobojeno arhitekturnega ogrodja, reliefi so bili izdelani po pravilih perspektive in liki prikazani z dramatičnimi izrazi, ki so povzročili občutek velike terribilità (umetnosti, ki vzbuja grozo, strahospoštovanje ali občutek vzvišenega) v občutkih, izraženih v Michelangelovih skulpturah, kot v obraz njegovega Davida.
Temeljno vlogo je odigral lik Mecena - pokrovitelja, ki so ga predstavljali cerkev in plemiči, ki so si s svojim pokroviteljstvom pridobili družbeni ugled in politično propagando ter pokrivali vse teme: verske, mitološke, vsakdanje življenje, portrete oseb itd.
Z renesanso se ponovno pojavi grško-rimska gliptika, ki je bila v srednjem veku v finem kamnoseštvu (razen nekaj primerkov bizantinske umetnosti) skoraj povsem pozabljena, od 16. stoletja pa so klesali dragocene kameje klasičnega okusa, tako popolne, da bi jih včasih lahko zamenjali s starodavnimi. Vendar pa je bila uporaba finih kamnoseških rezbarij, ki so jih tako priljubljene grške in rimske civilizacije, komajda obnovljena. Ti majhni reliefi so služili kot model, ko so bili povečani, ki so jih kiparji okrasili v velikih medaljonih za palače v Italiji in Franciji.

### Materiali
Renesančno kiparstvo je uporabljalo vse vrste materialov, predvsem marmor, bron in les. Reprodukcije kipcev v bronu so bile v renesansi zaradi velikega števila zbirateljev zelo razširjene. V Firencah sta bila pobudnika Antonio del Pollaiuolo (Herkul in Antej) in Andrea del Verrocchio (Krilati deček z ribo), ki so ju naročili Medičejci. Iz delavnice Leonarda da Vincija so ohranjeni majhni bronasti konji v višini 23 cm. Mantovski kipar Pier Jacopo Alari Bonacolsi, imenovan Antico, se je naselil v Rimu, da bi izdeloval bronaste redukcije starodavnega marmorja.
Les so uporabljali v državah, kot sta Nemčija in Španija, kjer je bilo veliko gozdno bogastvo in tradicionalna obdelava pobarvanega lesa globoko zakoreninjena; uporabljali so ga pri izvedbi verskih podob in oltarjev.
Terakota je bila uporabljena kot bolj ekonomičen material, v naravnih barvah in polikromaciji, kot sta jo uporabila Antonio Rossellino in njegov učenec Matteo Civitali v Devici Marijinega oznanjenja v cerkvi Služabnikov iz Lucce. Italijanski umetnik Pietro Torrigiano je v Španiji izdelal več skulptur v polikromirani glini, nekaj jih je ohranjenih v Muzeju lepih umetnosti v Sevilji. Luca della Robbia, ki je sledil slogu Donatella, je zaslužen za izum emajlirane gline, ki jo je uporabil v tabernaklju Santa Maria Novella v Firencah v kombinaciji z marmorjem, da bi dal barvo delu, in kasneje v tondojih in Madonah; njegova delavnica, ki ji je sledil njegov nečak Andrea della Robbia, je ustvarila veliko število del v emajlirani terakoti, ki so se razširila po vsej Evropi. To je doseglo različne dele sveta, saj je manifestacija čustev in zgodovine.

### Tehnike
Tehnika klesanja marmorja je bila obnovljena v renesančnih časih s popolnostjo, ki jo je imela v klasičnem obdobju. Od renesanse naprej so uporabljali ročni vrtalnik ali trepan za odstranjevanje kamna do določene globine. To orodje je bilo uporabljeno ne glede na to, ali je bila skulptura izdelana v neposrednem rezbarstvu, kot je včasih počel Michelangelo ali pa je bila uporabljena preko točk modela, narejenega v mavcu, kot so običajno počeli umetniki, kot je Giambologna, čigar označene točke je mogoče videti v številnih njegovih skulpturah. Donatello je uporabil grško metodo obdelave bloka v krogu, vendar ga je Michelangelo klesal z ene strani. Takole ga je opisal Benvenuto Cellini:
Najboljša metoda, ki jo je kdaj uporabil Michelangelo; potem ko je na blok narisal glavno perspektivo, je pričel odstranjevati marmor z ene strani, kot da bi nameraval narediti relief in tako korak za korakom izrisati celotno figuro.— Benvenuto Cellini, Miguel Angel, escultor.
Za bronasta dela je bilo treba delo predhodno izdelati v glini ali vosku za kasnejše ulivanje; nato so jo brusili, da so odpravili morebitne napake pri vlivanju, površino pa polirali z abrazivi in dodali patine po kiparjevem okusu.
Rezbarjenje v lesu, ki se uporablja predvsem v severni Evropi in Španiji, je bilo mogoče izvesti tudi z neposrednim rezbarjenjem na leseni blok z izvedbo majhne skice za usmerjanje ali s predhodnim modelom v mavcu ali glini in ga tudi prenesti skozi točke, kot v marmor.

### Kompozicija
- Skulptura v krogu

Renesansa je sprejela osnovne elemente, ki jih je opisal Vitruvij, ki je menil:
... da naj bi razmerje človeške oblike služilo kot paradigma razmerij človekovih stvaritev. Ker je narava oblikovala človeško telo tako, da so njegovi členi pravilno sorazmerni s postavo kot celoto; zdi se, da so v antiki imeli dober razlog za svoje pravilo, ki pravi, da morajo biti v popolnih zgradbah različni členi v natančnih simetričnih odnosih s splošno shemo kot celoto. — Vitruvij (1. stoletje), D'Architectura
Kompozicija človeške figure je temeljila na iskanju popolnosti v anatomiji, o kateri so mnogi umetniki tega obdobja pridobili pravo znanje s prakso seciranja za študij. Prva renesančna prostostoječa skulptura, ki je pokazala harmonijo akta, je bil Donatellov David v quattrocentu, v katerem je bilo mogoče ceniti vpliv Praksitelovega sloga z rahlim kontrapostom za doseganje ravnotežja v kompoziciji. V naslednjih letih je poznavanje človeške anatomije pridobivalo na popolnosti, dokler ni doseglo popolnega kontraposta. Izrazi obrazov so prenehali biti hieratični in odsotni, da bi pokazali notranje občutke; tako imenovani renesančni terribilità (Michelangelov David, okoli 1504). V kiparskih skupinah religioznega značaja se je pokazala kombinacija naturalizma z intenzivno ekspresivnostjo, florentinska spokojnost je izginila pred strastmi, ki so jih kazali liki z obrazi, deformiranimi od gest obupa in bolečine, vidni v Polaganju v grob Guida Mazzonija. in Niccolò dell'Arca. Kiparstvo se je razvijalo v svoji zasnovi in v kompozicijah svojih skupin, dokler ni doseglo serpentinate, značilne za manierizem, kar je jasno prikazano v delih, kot sta Florentinska Pietà (Michelangelo) ali  Ugrabitev Sabink Giambologna.
- Reliefna skulptura Relief "Adam in Eva", Lorenzo Ghiberti.

V reliefu so arhitektura in na novo pridobljeni zakoni perspektive sestavljali ozadja upodobitev, kot v znamenitih Ghibertijevih Vratih Paradiža ali v reliefih s tehniko stiacciato za oltar baziliki sv. Antona v Padovi pri Donatellu. Arhitekturne strukture so bile sestavljene kot ozadje, tako kot je to počel Giotto v svojih protorenesančnih slikah. Nekaj italijanskih bronastih laud je bilo prepeljanih v Španijo, na primer tista v stolnici v Badaozu, ki jo je ustvaril Lorenzo Suárez de Figueroa.
Flamsko kiparstvo skupaj s kiparstvom germanskih držav se je razvilo z realizmom, ki je bil cenjen v vseh okrasnih podrobnostih, kjer je bilo kiparsko delo predstavljeno skoraj kot zlatarsko delo, ki je bilo uporabljeno v velikih oltarjih iz lesa. Tudi v Španiji se je gotsko-flamski vpliv skupaj z italijanskim odražal v reliefih, kot je tisti na enih od vrat Barcelonske stolnice, ki sta ga izdelala flamski kipar Michael Lochner in Bartolomé Ordóñez v italijanskem slogu. Reliefi okoli sarkofagov so običajno predstavljali prizore iz življenja pokojnikov: njihovo življenje, čudeže in mučeništvo, če so bili verniki ali upodobitve bitk in vojaških dejanj, če so bili plemiči. Nagrobni spomeniki so razvijali različne faze kompozicije, od tradicionalne strukture nagrobne plošče ali kipa samotnega ležečega v njegovem sarkofagu, ki so ga uporabljali v srednjem veku, do grobov, pritrjenih z arhitekturnimi elementi uokvirjenimi na način slavoloka in z rezultatom, podobnim oltarju, kjer je bila v osrednjem delu žara običajno s figuro ležečega na njej in alegoričnimi figurami v stranskih delih. Nazadnje so bili izdelani s predstavitvijo pokojnika v molitvenem položaju, značilnem za Španijo in Francijo.
V času renesanse je v Španiji nastal slog plateresco, ki je predstavljal spremembo v načinu okraševanja stavb s kiparskimi elementi v pretežno italijanskem slogu, ne le v kamnu na fasadah, temveč tudi v lesu in ometu v notranjosti stavb, ki temelji na zgodovinskih reliefih in rastlinskih okraskih, značilnih za zgodnjo renesanso (imenovanih in candelieri) z velikimi heraldičnimi ščiti in kiti okoli njih.
- Doprsni kip

V quattrocentu so se še naprej uporabljali doprsni portreti z novim humanističnim konceptom, ki je vsiljeval upodobitev z veliko fizično podobnostjo, a tudi z afirmacijo osebnosti gledalca. Po  Albertijevih besedah je moral umetnik »okarakterizirati, a tudi vzpostaviti harmonične odnose«. Izdelani so bili v bronu, polikromirani terakoti in marmorju (Donatello, Verrocchio, Francesco Laurana).
- Konjeniški kip

Konjeniški kip v naravni velikosti v bronu so že obdelali rimski kiparji, kot je Mark Avrelij, ki je bil takrat v sv. Janezu v Lateranu; tudi bronasti Konji svetega Marka v Benetkah so služili kot model za italijansko renesanso in jih lahko štejemo kot navdih za Donatellov konjeniški kip Gattamelata in Verrocchiov Colleoni. Študije Leonarda da Vincija so privedle do spremembe v predstavitvi konja, ki je bil postavljen na zadnje noge in v položaju, ko je skočil na sovražnika; ideja je bila verjetno vzeta iz reliefov antičnih sarkofagov.

## Italijansko kiparstvo
Zgodovinopisje to obdobje deli med 15. in 16. stoletjem na dve stopnji, ki ju imenujemo quattrocento in cinquecento.

### Quattrocento. Florentinski kiparji
Medtem ko je v preostalem delu Evrope še vedno prevladovala gotska umetnost, se je v Italiji v 15. stoletju začel quattrocento ali zgodnja renesansa. To je bil trenutek zmage človeka in narave. Kiparstvo je prehitelo arhitekturo in slikarstvo ter se vrtoglavo razvijalo. Predhodnica se je zgodila na jugu Italije, na dvoru Friderika II., pod čigar zaščito se je rodila umetniška šola, ki je že prinesla pričakovane luči renesanse 15. stoletja. Območje Toskane v prejšnjem obdobju trecenta je podedovalo ta nov način izdelave skulpture v liku Nicoloja Pisana, ki mu je sledil njegov sin Giovanni Pisano, kasneje pa Andrea Pisano (prva bronasta vrata krstilnice v Firencah) in Nino Pisano.
Nicola Pisanus (s tem apelativom je podpisoval svoja dela), čigar ime je bilo Nicola de Apulia, je prišel iz te regije južne Italije, da bi se naselil v Pisi (Toskana). V Pisi (tako kot v večini regij Evrope) se je še vedno ohranila romanska umetnost in se začela uporabljati gotska umetnost. Nicola Pisano je dobil naročilo, da izkleše prižnico krstilnice tega mesta. To je naredil po novih trendih, ki so se jih naučili v Apuliji, pri čemer je posebej poudaril klasično obliko golega Herkula. To delo, prižnica, velja za predhodnika italijanske renesanse.
Po tem ozadju bo mesto Firence (v tem času uspešno mesto z močno družino Medičejcev, meceni in promotorji umetnosti) prevzelo vodilno vlogo v liku svojega najboljšega predstavnika: Lorenza Ghibertija. Od tega trenutka naprej ne bo več zaznati nobenih srednjeveških sledi ali balasta. Stoletje in pol je florentinska skulptura prevladovala na doprsnih portretih, konjeniških portretih, reliefih in v okroglih skulpturah. Material, uporabljen par excellence v tem obdobju, je bil marmor, ki mu je sledil bron.
Ghiberti, Donatello in Jacopo della Quercia kot najboljši, sledijo jim družina della Robbia, Verrocchio, Antonio Pollaiuolo in Agostino di Duccio, so tvorili skupino velikih kiparjev florentinske šole quattrocento. Ta stopnja quattrocenta se je začela s kiparskim delom na reliefih vrat firenškega krstilnice Lorenza Ghibertija, mladega kiparja pri svojih dvajsetih. Krstilnica je že imela dvoja vrata, ki jih je izrezljal Andrea Pisano leta 1330, leta 1401 pa je bil razpisan natečaj za preostali dve. Na tekmovanju je zmagal Ghiberti (v konkurenci z Brunelleschijem), ki je leta 1424 dokončal prva od obeh vrat; njegovo delo je bilo občudovano in visoko cenjeno, zato je mesto pri njem naročilo druga vrata. V izdelovanje vsakih je vložil približno dvajset let; je bilo tako rekoč njegovo življenjsko delo. Ta druga vrata, ki jih je izdelal Ghiberti in četrta v krstilnici so znana kot Vrata Paradiža, tako jih je poimenoval Michelangelo in veljajo za eno od znamenitosti quattrocenta.
Drugi veliki kipar tega obdobja je bil Donatello, deset let mlajši od Ghibertija. Pri svojem delu je bil veliko bolj večplasten, osredotočen predvsem na človeško figuro. Donatello velja v umetnostni zgodovini za predhodnika Michelangela in je v resnici neodvisen, goreč in realističen umetnik. Njegovo glavno zanimanje je bila človeška figura v različnih obdobjih, ki zajema vse vrste tipov, raznolike kretnje in v svojem delu izraža najbolj heterogena duhovna stanja. Po drugi strani pa Donatello velja za velikega strokovnjaka za otroško tematiko, predvsem za izražanje otroškega veselja (tribune stolnic v Firencah in Pratu). V okrogli skulpturi je Donatello razširil renesančni portret doprsnega kipa, rezanega vodoravno na prsih in ne na podstavku (kot je bilo običajno v rimskem kiparstvu). Primeri: doprsni kip Antonia de Narnija, ki nosi veliko kamejo okoli vratu; terakotni doprsni kip sv. Lovrenca, upodobljen kot mlad diakon, v stari zakristiji baziliki San Lorenzo v Firencah. Takšen način prikazovanja portretnih doprsnih kipov so prevzeli renesančni kiparji in se je ohranil skoraj do baroka. V 16. stoletju so poprsje podaljševali, dokler niso prerezali v pasu. Tudi znotraj okrogle skulpture je bil Donatello predhodnik figure na konju (v bronu) v poklon veliki osebnosti in postavljen v središče javnega trga. Prvi Donatellov konjeniški kip je bil znan kot Konjeniški kip Gattamelata (kondotjer Erasmo de Narni).  
Jacopo della Quercia (umrl 1438) je tretji veliki kipar te firenške šole in edini v skupini, ki ni bil rojen v Firencah, temveč v Sieni. Pripada generaciji Ghibertija. Njegov slog je vzvišen in masiven, v nasprotju z Ghibertijevim detajlnim slogom. Njegova mojstrovina je bil osrednji portal San Petronio v Bologni, ki so ga začeli graditi leta 1425. To je niz reliefov, ki prikazujejo Genezo in Jezusovo otroštvo, z doprsnimi kipi prerokov in podobo Device San Petronio. V njegovih reliefih prevladujeta monumentalnost in obdelava herkulovskih aktov, ki napovedujejo Michelangelov slog. Jacopo della Quercia je avtor vodnjaka Gaia v Sieni, grobnic Ilaria del Caretto v Luci in Galeazza Bentivoglia v Bologni.
Skupino družine Robbia vodi Luca della Robbia (umrl 1482), ki se je skoraj v celoti posvetil obravnavi otroštva in mladosti ženske figure. Luca je ustvaril šolo, v kateri je uvedel tehniko glazirane gline, ki se je pojavljala v najrazličnejših temah, od majhnega reliefa do oltarja z bogatimi figurami. Delal je tudi v marmorju in bronu. Andrea della Robbia, Lucin nečak, je bil najbolj nadarjen od njegovih privržencev. Je avtor tondov (okroglih medaljonov) otrok, izrezljanih v Ospedale degli Innocenti v Firencah. Zadnji v skupini je bil Giovanni della Robbia, ki ni bil samo kipar, ampak tudi dekorater in občasno tudi lončar.
Andrea del Verrocchio (1435–1488) je bil pod močnim vplivom Donatellovih del do te mere, da je ponovil nekatere njegove teme, kot sta David v Firencah ali konjeniški kip condottiereja Colleoneja v Benetkah (oba v bronu). Za Verrocchia je značilna globoka anatomska študija. Antonio Pollaiuolo je bil tudi dober florentinski predstavnik interpretacije telesne energije in silovitega gibanja. Njegova mojstrovina v tem slogu je Herkul in Antej, ki se hrani v muzeju Bargello. Agostino di Duccio (1418–1481) je bil tudi Donatellov privrženec, ki je posnemal njegov slavni schiacciato, zlasti pri okrasju fasade oratorija San Bernardino v Perugii in v Tempio Malatestiano v Riminiju.
Drugi veliki kipar, ki je deloval v Modeni, je bil Guido Mazzoni (umrl 1518), čigar delo je bilo večinoma narejeno v poslikani terakoti, tehniki, po kateri je bilo takrat veliko povpraševanje. Ena njegovih najbolj znanih kompozicij je bilo Objokovanje nad mrtvim Kristusom za cerkev San Giovanni v Modeni, ki je posledično verjetno vplivalo na istoimensko delo, ki ga je leta 1463 ustvaril Juan de Juni po potovanju v mesta Bologna, Modena in Firence.
- Objokovanje nad mrtvim Kristusom, Guido Mazzoni.
- Reliefi Agostina di Duccia v oratoriju San Bernardino (Perugia).

### Cinquecento
Cinquecento ali visoka renesansa se je razvijala skozi celotno 16. stoletje z različnimi značilnostmi v vsaki od obeh polovic stoletja, pri čemer je v prvi polovici prevladoval klasicizem, v drugi pa manierizem. To je bil triumf izkušenj quattrocenta. Ena njegovih glavnih značilnosti je okus po monumentalni veličini, pri čemer je vedno v mislih odkritje klasične skulpture Laokoontova skupina, odkrite leta 1506. Medtem ko so umetniki quattrocenta ustvarili šolo v Firencah, so umetniki cinquecenta ustvarjali svoja dela in so svojo umetnost razvijali predvsem v mestu Rim, ki je postalo umetniško središče novega veka. Firence so ostale pomembno renesančno mesto in v toskanski prestolnici so v tem obdobju še naprej izdelovali umetniške mojstrovine, kot so David, grobnice Medičejske kapele, Cellinijev Perzej itd. Reprezentativni umetnik tega obdobja je bil Michelangelo, značaj velike moči in osebnosti.
Michelangelo Buonarroti, tudi učenec florentinske šole, v svoji osebi povzema skoraj vso kiparsko umetnost svojega časa v Italiji (1475–1564). V prvih tridesetih letih svojega življenja je z dletom ohranil nekatere tradicije 15. stoletja in ustvaril zmerna in lepa, a živahna dela. Temu prvemu obdobju dolgujemo njegove visoko cenjene skulpture Marija iz Bruggea in Pietà z nekaterimi Bakhi in Kupidi ter Davidom iz Firenc. Toda od leta, ko so mu papeži začeli naročati gradnjo veličastnih spomenikov, je ustvaril velikanski slog, zelo živahen, poln strasti, neodvisen in imenovan terribilità edinstven zanj. Tega žanra so skulpture grobnic Medičejcev v njihovi kapeli v Firencah (Giuliana in njegovega brata Lorenza, čigar sedeči kip je zaradi svoje zamišljene drže znan pod imenom Il Pensieroso) in kipi, ki jih je umetnik pripravil za Nagrobnik papeža Julija II., še posebej slavni Mojzes, ki ga je našel v baziliki San Pietro in Vincoli.
Andrea Sansovino (njegovo pravo ime je Andrea Contucci) je bil umetnik, izobražen med florentinskimi umetniki, kar se kaže v njegovih skulpturah, ljubitelj zunanje oblike, anatomije in klasicizma, predvsem v kipih, ki krasijo mavzoleja kardinala Ascania Sforze in škofa Bassa Rovereja. v cerkvi Santa Maria del Popolo, pa tudi druge v Firencah in Benetkah. Njegov učenec Jacobo Sansovino je deloval predvsem v Benetkah, saj je bil velik razširjevalec Michelangelovega dela. Eno njegovih najboljših kiparskih del je Bakh.
Benvenuto Cellini je bil poleg kiparja tudi velik zlatar. Njegovo monumentalno bronasto delo Perzej z Meduzino glavo je bilo simbol zmagoslavja družine Medičejcev nad Florentinsko republiko. Je avtor marmornatega Kristusa samostana El Escorial.
Bandinelli in Ammanati sta bila dva Cellinijeva sodobnika, ki sta izklesala monumentalne kipe Herkul in Kak in Neptun za Piazza della Signoria v Firencah. Oba Leonija, Leone in Pompej (oče in sin) sta bila odlična livarja brona in sta delala predvsem v Španiji, med vladavino Filipa II.

### Manierizem
Izraz manierizem se nanaša na slog s svojimi značilnostmi znotraj renesanse, v 16. stoletju, zlasti po letu 1520. Značilnost, ki ga najbolje opredeljuje, je nenehno iskanje nekonvencionalnega skupaj z rušenjem logičnega ravnovesja z uporabo deformirajočih linij oz. drže, kar je lahko na prvi pogled za gledalca moteče. Gre za zavrnitev ravnotežja s sprejemanjem prisilnih drž.
V manierizmu je kiparstvo zavračalo klasicizem z iskanjem krivolinijskih in dinamičnih oblik, tako imenovanih serpentinat ali sestav krivin in protikrivin, v katerih so telesa zavita vase, v ozkih prostorih in včasih z zelo izrazitimi podaljški.
V Italiji manieristično kiparstvo predstavlja Giambologna, na primer  Ugrabitev Sabink, Benvenuto Cellini in Michelangelo, od katerega najboljši primer je Polaganje v grob, kjer je Kristus prikazan v serpentinasti drži.
Ta slog se je razširil po vsej Evropi zahvaljujoč obsežni zbirki gravur, zlasti na področju kiparstva v obilju malega brona iz Italije. Tako se je razvilo na evropskih dvorih Franca I. v Fontainebleauju s Francescom Primaticciem, ki je skrbel za prinašanje kopij starin iz Rima. Razvil se je tudi na dvoru Rudolfa II. v Pragi in Filipa II. v El Escorialu, kjer je akademska korektnost zaznamovala slog manierizma, ki ga je uporabljala družina Leoni. Pod vplivom Michelangela je Gaspar Becerra svoj manieristični slog vsilil retablom stolnice v Astorgi in prav v Valladolidu, kjer je bil poleg Becerre Juan de Juni, je nastalo več kipov tega klasično-junaškega tipa.

## Francosko kiparstvo
Politični interes francoskih kraljev, da naselijo svoja gospostva v italijanskih deželah, je imel kulturne posledice, saj je bilo več italijanskih umetnikov, ki so se od druge polovice 15. stoletja naselili na francoskem dvoru, pri čemer je bil Franc I. glavni mecen teh umetnikov, vključno z Leonardom da Vincijem. Okoli leta 1460 se je kipar Francesco Laurana, ki velja za uveditelja renesanse v Franciji, naselil v Provansi in deloval predvsem v južnem delu države. Ena njegovih najbolj znanih skulptur je grobnica Karla IV. Anžujskega v stolnici v Le Mansu.
Ena najbolj obravnavanih tem v francoskem kiparstvu tega obdobja je pogreb in nagrobni spomeniki, kjer je figura ležečega obravnavana z velikim realizmom. Pokojnik je predstavljen kot truplo ali celo kot okostje; v času tranzicije, kot je primer Ivane Burbonske v Louvru. Te vrste sta dve deli Ligierja Richierja s polikromiranostjo v črni, beli in sivi barvi: spomenik Renéja de Chalona v Bar-le-Ducu, na katerem delno brezmesni okostnjak teži srce proti nebu; in shujšano ležeče telo Philippa de Gueldresa’’ v Cerkvi des Cordeliers v Nancyju. Ta prispodoba o vstajenju mrtvih izvira iz italijanskega terribilità in razkritja notranjosti telesa, čeprav očem znanosti ne predstavlja popolne anatomije.
Z vplivom italijanskega dela izstopa Michel Colombe, kipar kraljice Ane Bretanske v začetku 16. stoletja, ki je v stolnici v Nantesu naročil grobnico njenih staršev, vojvode Franca II. in Margarete de Foix. V ležečih figurah grobnice so še vidne gotske poteze, ne pa v okrasnih elementih in v štirih figurah Vrlin v naravni velikosti, postavljenih v vogalih nagrobnega spomenika.
Njegov nečak Guillaume Regnault, prav tako kipar, ga je nasledil kot kraljičin kipar. Njegove mojstrovine so ležeči kipi kraljevega svetovalca Louisa Porcherja in njegove žene, ki so zdaj v muzeju Louvre.
Tudi v začetku 16. stoletja je Jean Goujon (imenovan francoski Fidija) začel svoje delo v Rouenu, leta 1544 pa je odšel v Pariz, da bi bil leta 1547 imenovan za kraljevega kiparja, kjer je izvedel številna naročila, kot so alegorije Štirje letni časi, Nimfe, nekaj kariatid za tribuno glasbenikov in izdelal znake zodiaka za staro mestno hišo v Parizu. V teh istih letih je Germain Pilon izdelal številne nagrobne spomenike z velikim vplivom Michelangela, med katerimi izstopa Vstali Kristus s figurami varuhov, skupina za kapelo Henrika II., ohranjena v muzeju Louvre, katere figure so navdihnile slikovne kompozicije, kot je Jožef iz Arimateje Rossa Fiorentina. Mrtvi Kristus je podoben Parmigianinovim gravuram, saj figure iščejo diagonale, podaljšanja pa so spektakularna, z napetimi in zelo tankimi gubami oblačil, ki spominjajo na reliefe klasične antike. Njegov učenec Bartholomew Prieur, ki je delal v službi Henrika IV., je bil zvest privrženec. Pierre Puget, imenovan »francoski Bernini«, je bil že poznorenesančni kipar; njegovo delo Milo iz Crotona je bilo izjemno.

## Špansko kiparstvo
Ideje in kiparske oblike italijanske renesanse so prodrle v Španijo s florentinskimi umetniki, ki so prišli delat na španski dvor v 15. stoletju in se še naprej širile z deli umetnikov različnih narodnosti in nekaterih Špancev, ki so se učili v Italiji od zadnjih let tega stoletja. Vendar pa se je novi slog trdno uveljavil šele ob nastopu španskega kralja Karla I. na prestolu v začetku 16. stoletja.
Že leta 1339 je umetnost Pisancev prispela v Katalonijo z grobnico svete Eulalije v Barcelonski stolnici, ki jo je izklesal Lupo di Francesco, razen nekaterih drugih zgoraj opisanih vplivov. Skoraj stoletje pozneje je Firenčan Giuliano, Ghibertijev učenec, skupaj z drugimi Španci izklesal nekaj reliefov v retrokoru stolnice v Valenciji. Toda ti poskusi so ostali osamljeni do prihoda drugih mojstrov florentinske šole ob koncu 15. stoletja in v začetku naslednjega.
Renesančno kiparstvo je svojo prisotnost čutilo prek treh različnih kanalov: italijanskih kiparjev, ki jih je poslal mecen in ki so delali v Španiji; uvožena dela, ki prihajajo iz italijanskih delavnic; prva generacija španskih umetnikov. V prvi skupini so kiparji Domenico Fancelli, Pietro Torrigiano in Jacopo Torni, imenovan tudi Indaco.
- Domenico Fancelli je izrezljal grob infanta Ivana (sin katoliških monarhov, umrl leta 1497) v cerkvi samostana sv. Tomaža v Ávili, grob katoliških monarhov v Granadi in poslikavo mavzoleja Diega Hurtada de Mendoze v stolnici v Sevilji (leto 1509).
- Pietro Torrigiano je bil velik kipar iz terakote, ki mu pripisujejo svetega Hieronima in kip Device, ki sta trenutno v muzeju v Sevilji.

Med deli, naročenimi iz Italije, so primeri sveti Janez iz Michelangelove delavnice za mesto Úbeda in nekaj reliefov iz delavnice družine Della Robbia.
Kar zadeva španske kiparje, so prvo generacijo sestavljali Vasco de la Zarza (kor stolnice v Avili), Felipe Bigarny (glavna oltarna slika stolnice v Toledu), Bartolomé Ordóñez (kor Barcelonske stolnice ) in Diego de Siloé (grobnica don Alonsa Fonsece v Santa Úrsula de Salamanca).
Alonso Berruguete in Juan de Juni, francoskega porekla in z delavnico v Valladolidu, avtor glavnih oltarnih podob v cerkvah Santiago in La Antigua ter mnogih drugih del, najdenih v Segoviji, Ciudad Rodrigu in drugih mestih v Kastiliji, sta delovala v drugi tretjini 16. stoletja in nadaljevalo do leta 1577. Pojavili so se tudi drugi veliki mojstri španske renesanse, ki so po italijanskih standardih znali svojim delom dati čisto španski značaj in ustvarili šolo v različnih regijah države.
Tretja tretjina je prišla s klasicističnim okusom. Oba italijanska kiparja Leoni (Leone in Pompejo, oče in sin) sta delala na dvoru cesarja Karla in vlivala v bron kipe Karla I., Filipa II. in drugih članov kraljeve družine.
- Žrtvovanje Izaka Alonsa Berrugueteja..
- Sveti Anton Padovanski, Juan de Juni..
- Filip II., Pompey in Leone Leoni.

### Plateresco
Znotraj renesanse je to čisto španska vrsta, ki ustreza portugalskemu manueline slogu. Imenujejo ga tudi izabelin gotski slog ali slog katoliških kraljev, ker se je začel z vladavino teh monarhov, čeprav sega do časa Filipa II. Izraz plateresco se običajno uporablja za arhitekturo, a ker gre za izključno dekorativno umetnost in kiparsko okrasje, jo lahko vključimo sem v ta majhen razdelek.
Zanj je značilno ohranjanje nekaterih gotskih in mudejarskih komponent v renesančnem slogu. Fasade so izklesane, kot da bi bile oltarne slike, in skupaj z značilnimi renesančnimi blazinjenji, stebri imajo groteske in so polni okrasja, okna so v gotski tradiciji. Obstaja množica tondov ali medaljonov in grbov, ki so nameščeni v sklepnikih obokov in v nadstropjih lokov. To je zelo dekorativna zvrst. Največji razmah je dosegel v Andaluziji. Dober primer je fasada seviljske mestne hiše Diega de Riaña.

## Nemško kiparstvo
Blaginja nemških mest se je utrdila z razširitvijo gotskega obdobja, in je v prvih desetletjih 16. stoletja povzročila uvedbo renesančnega kiparstva z vplivom italijanske florentinske šole. Večina te skulpture je bila izdelana v lesu, zaradi velikega gozdnega bogastva nemških pokrajin in z veličastno polikromijo in pozlato. Nemški kiparji so se težko odrekli gotskim kostumom, njihovi liki so pridobili klasičnega duha, kar se lepo vidi v delih Veita Stossa, v oltarni sliki Marijine bazilike v Krakovu, v reliefih stolnice v Bambergu ali pri Oznanjenju rožnega venca v cerkvi sv. Lovrenca v Nürnbergu. V istem slogu so tudi skulpture Tilmana Riemenschneiderja, izjemna dela, kot je Oltar Marijinega oznanjenja v cerkvi Creglingen.
Kot »izklesani svet« je znan značaj, ki ga je kiparstvo prevzelo v germanskih deželah v drugi polovici 15. stoletja, kar lahko vidimo na velikih poliptihih oltarjev nekaterih nemških cerkva in stolnic. Pogosto so to krilni oltarji z dvema ali celo štirimi polno oblikovanimi krili, s konicami in visokimi fialami, ki v svojem osrednjem delu hranijo »škatlo« z nabožnim prizorom. Vasari, poznavalec nemškega sloga, je o tem dejal:
(...) potrpežljivost in velika tenkočutnost... kiparji delujejo neprekinjeno tako, da reducirajo stvari na tako subtilnost, da pustijo svet osupel.
Michel Erhart iz Ulma je dosegel velik slogovni nadzor. Njegovo najpomembnejše delo je oltar benediktinskega samostana Blaubeurer (Baden-Württemberg), kjer je v škatli pet velikih polikromiranih skulptur. Na germanskih obrobnih ozemljih, na Južnem Tirolskem, je deloval kipar Michael Pacher; med njegovimi deli izstopa glavni oltar sv. Wolfganga, visok enajst metrov, kjer je slikarstvo mojstrsko združeno s kiparstvom.
Nemško kiparstvo je bilo v obdobju renesanse kratkotrajno. Peter Vischer starejši je izstopal kot kipar skupaj z drugimi člani svoje družine, ki ga je neposredno navdihoval italijanski quattrocento, kot je razvidno iz grobnice sv. Sebalda (1507–1519) v Nürnbergu, pa tudi njegovo sodelovanje pri mavzoleju cesarja Maksimilijana v Innsbrucku, ki naj bi združevala štirideset kipov večjih od naravne velikosti in sto manjših kipcev s štiridesetimi doprsnimi kipi cesarjev. Le tretjina tega dela je bila dokončana, kipi pa so bili uliti v bron. Albrecht Dürer je bil prav tako vključen v to delo, za katerega je zasnoval glavo kralja Arturja in izdelal skulpturo celotnega telesa Vischerja z dekoracijo in oklepom v srednjeveškem slogu, vendar z jasnim kontrapostom antičnega junaka.

## Kiparstvo na Nizozemskem
Na Nizozemskem se je umetnost v obdobju gotike v celoti razvila in utrdila na zelo visoki ravni, zaradi česar je razumljivo, da niso bili pripravljeni priznavati drugih meril. Tako je bilo sprejetje novega sloga, ki je prihajal iz Italije, pozno in so se gotske dekoracije še dolgo ohranile. Pri realizaciji oltarjev, korov in bogoslužnega pohištva, vključno s kiparstvom, je bilo uporabljeno rezbarstvo v lesu, v katerem so bili izdelani renesančni elementi po vzoru tistih, ki so jih izdelovali v langobardskem delu Italije.
Leta 1507 je Margareta Avstrijska postala guvernerka Nizozemske v imenu svojega nečaka Karla I. in ustanovila humanistični dvor v Mechelenu. Margaret je bila velika zbirateljica umetnin in je v svojo službo vzela vse vrste umetnikov, med njimi kiparja Conrada Meita, rojenega v Wormsu, ki se je ukvarjal s portretiranjem in majhnimi kipci iz pušpana ali brona. Margareta mu je naročila, naj izdela figure njenega moža Filiberta II. Savojskega, figure svoje matere Marije Burgundske in svojo lastno za cerkev Brou v Bourg-en-Bresse.
Belgijec Herman Glosencamps je zgradil okrasne skulpture dimnika mestne hiše v Bruggeu. V Utrechtu je več kipov kiparja Uriesa in Kéyserja, v katerih je v anatomskih detajlih in v gubah oblačil viden renesančni naturalizem, s popolnim sprejetjem novega sloga v drugi polovici 16. stoletja.
Jacquesa du Broeuqa, mojstra Janeza Bolonjskega, je Marija Avstrijska, hči španskega Karla I., imenovala za arhitekta in dvornega kiparja, za katero je izvedel številna dela, med njimi niz kipov iz alabastra za kor Sainte- Waudru de Mons. Njegovi reliefi so blizu sodobnim italijanskim kiparjem, v gubah oblačil pa se vidijo klasicistične poteze v slogu antične kiparske umetnosti. V večjih reliefih, kot je Vstajenje, so figure prikazane s podolgovatimi silhuetami, skoraj zaokroženimi in zelo izrazitimi.
Delo kiparja in arhitekta Corneliusa Florisa de Vriendta je bilo zelo podobno z italijanskim slogom na fasadi Antwerpenske mestne hiše, v grobnicah danskih kraljev in pruskih vojvod v Königsbergu (sodobni Kaliningrad) ter v dekoraciji kora stolnice v Tournaiaju, ki je zelo podoben slogu Andree Sansovina.

## Angleško kiparstvo
Angleško kiparstvo 16. stoletja izhaja iz italijanskega kiparstva, najpomembnejši umetniki, ki delajo v Angliji, so iz slednje države. Da bi spodbudili umetniško življenje, so imeli monarhi zelo pomembno vlogo pri razvoju tega umetniškega gibanja. Med prvimi in glavnimi italijanskimi kiparji je bil Pietro Torrigiano, ki mu dolgujemo grob Henrika VII. in Elizabete Yorške. Izdelan je iz marmorja in pozlačenega brona, z ležečimi figurami monarhov in na vsakem vogalu grobnice z angeli, ki držijo grbe; je v kapeli Westminstrske opatije v Londonu. Leta 1511 je izklesal grobnico Margarete Beaufort, matere Henrika VII. Iz leta 1516 je grob kraljevega arhivarja Johna Younga, ki ga je upodobil tudi na doprsnem kipu, shranjenem v Nacionalni galeriji portretov v Londonu.
Naročilo za svojo grobnico in grobnico svoje žene Katarine Aragonske je dobil tudi od Henrika VIII. leta 1518. Kljub kiparjevemu potovanju v Italijo, da bi najel pomočnike, razlogi, zakaj dela ni dokončal, niso znani in je zapustil angleški dvor, da bi se leta 1525 naselili v Španiji. To grobnico je med letoma 1524 in 1528 končno izdelal italijanski kipar Benedetto da Rovezzano.
Z uveljavitvijo protestantske reformacije je bilo v Angliji zatrto religiozno kiparstvo, prav tako stik z vsem, kar bi lahko prišlo iz Italije, ker je bilo prepoznano kot način papeškega vpliva. Samo v imenitnih panteonih in v spominskih kipih likov je od takrat nekaj življenja v plastičnih umetnostih, kot je tisti, ki ga je izdelal Anglež Richard Parker za grobnico grofa Rutlandskega (1543) v Bottesfordu.
Italijanski vpliv je nadomestil francoski in s prihodom flamskih umetnikov, med njimi Gerard Johnson (imenovan tudi Garret Jansen), ki je izdelal grobnico grofa Southamptonskega v Titchfieldu in nagrobni spomenik v čast Williamu Shakespearu v Stratfordu.

## Portuggalsko kiparstvo
Konec 15. stoletja je Andrea Sansovino odšel delat k portugalskemu kralju Ivanu II.; zdi se, da je obstajal občutek, da so Italijani s svojim skoraj izključnim monopolom nad starodavno umetnostjo imeli tudi dar za pravilnost v umetnosti.
Žarišče humanizma po vzoru italijanskih dvorov se je ustvarilo okoli dvora Ivana III. Renesansa se je v mestih Coimbra, Tomar in Évora vsilila s tako močjo, da je bilo v tej regiji Alentejo zelo težko kasnejše uveljavljanje baroka. Tudi portugalsko kiparstvo je bilo v svoji prvi renesansi italijanistično, njegova glavna dela pa so bili trije čudoviti reliefi v križnem hodniku cerkve Santa Cruz v Coimbri, ki so jih izklesali portugalski umetniki:
- Kristus pred Pilatom
- Prehod križa na njegovih ramenih
- Maša svetega Gregorja

Umetnik Nicolas de Chantereine, ki prihaja iz Francije, je leta 1515 izdelal kraljeve grobnice za to cerkev v Coimbri. Leta 1517 so mu naročili osrednji portik samostana Jerónimos v Belému in molitvene figure kralja [[Manuel I. Portugalski|Manuela]g in kraljice Marije; med številnimi deli tega kiparja je alabastrna oltarna slika palače Pena za mesto Sintra. Chanterenne se je ukvarjal tudi z umetnostjo portretiranja z doprsnimi kipi velikega realizma. 
V Coimbri sta bila tudi dva druga francoska kiparja: Juan de Ruan in Felipe Duarte ali Orarte, ki je prišel iz Toleda in je bil najet za izdelavo skupine Večerja, ki je bila dokončana leta 1534 z izrednim realizmom v vznemirjenih in silovitih držah. Skupina je trenutno shranjena v muzeju mesta Coimbra. Rouén je delal na oltarni sliki za kapelo zakramenta v stolnici tega mesta; omembe vredna je tudi prižnica, ki jo je naredil za samostan Santa Cruz. Ta umetnik je ustanovil pomembno delavnico, kjer je nastalo veliko kiparskih del. Sredi tega stoletja je bilo mogoče španski vpliv ceniti v več delih samostana Belém, na primer v lesenem Križanem, katerega slog je podoben tistemu iz kroga Diega de Siloéja.

## Hispano-ameriško kiparstvo
Na splošno je hispano-ameriško renesančno kiparstvo nastalo predvsem po zaslugi verskih redov in njihovega učiteljskega dela skupaj z razpoložljivostjo modelov del, prinesenih iz Španije, od koder je bila v mnogih primerih kopirana ikonografija slik, zlasti ikonografija podob.
V Ekvadorju sta prav frančiškanska misijonarja flamskega porekla Pedro Gosseal in Jodoco Ricke ustanovila prvo šolo  escuela quiteña v samostanu San Francisco v Quitu, ki je poučevala znanje o umetnosti arhitekture in rezbarstva, tako v kamnu kot v lesu, pa tudi vera in pisave. Domači umetniki so dosegli dobre interpretacije, pomešane z motivi njihove tradicije z domiselnostjo obrazov podob, pa tudi polihromijo z bolj primarnimi barvami in veliko bolj presenetljivo, kar je mogoče videti na oltarjih, ki so bili zgrajeni v petnajstem stoletju. v Mehiki, kot tudi v okrasju, ki se uporablja v krstnih kamnih in v križih na samostanskih dvoriščih.
Pomemben kipar je Gvatemalec Quirio Cataño, ki je med drugim avtor podobe Črnega Kristusa iz Esquipulasa leta 1594.